# Onthophagus strictestriatus
Onthophagus strictestriatus es una especie de insecto del género Onthophagus, familia Scarabaeidae, orden Coleoptera.
Fue descrita científicamente por D'Orbigny en 1913.